# NN Девы
NN Девы (лат. NN Virginis), HD 125488 — двойная затменная переменная звезда типа W Большой Медведицы (EW) в созвездии Девы на расстоянии приблизительно 369 световых лет (около 113 парсек) от Солнца. Звёздная величина диапазона Hp звезды — от +8,02m до +7,6m. Орбитальный период — около 0,4807 суток (11,536 часа). Возраст звезды определён как около 1,709 млрд лет.
Открыта проектом Hipparcos в 1997 году*.

## Характеристики
Первый компонент — жёлто-белая пульсирующая переменная звезда типа RR Лиры (RRC:) спектрального класса F0-F1V, или F2. Масса — около 1,34 солнечной, радиус — около 1,58 солнечного, светимость — около 4,92 солнечной. Эффективная температура — около 6900 K.
Второй компонент — жёлто-белая звезда спектрального класса F. Масса — около 0,66 солнечной, радиус — около 1,19 солнечного, светимость — около 2,54 солнечной. Эффективная температура — около 6796 K.

## Планетная система
В 2019 году учёными, анализирующими данные проектов Hipparcos и Gaia, у звезды обнаружена планета HIP 70020 b.